# Krzysztof Brejza

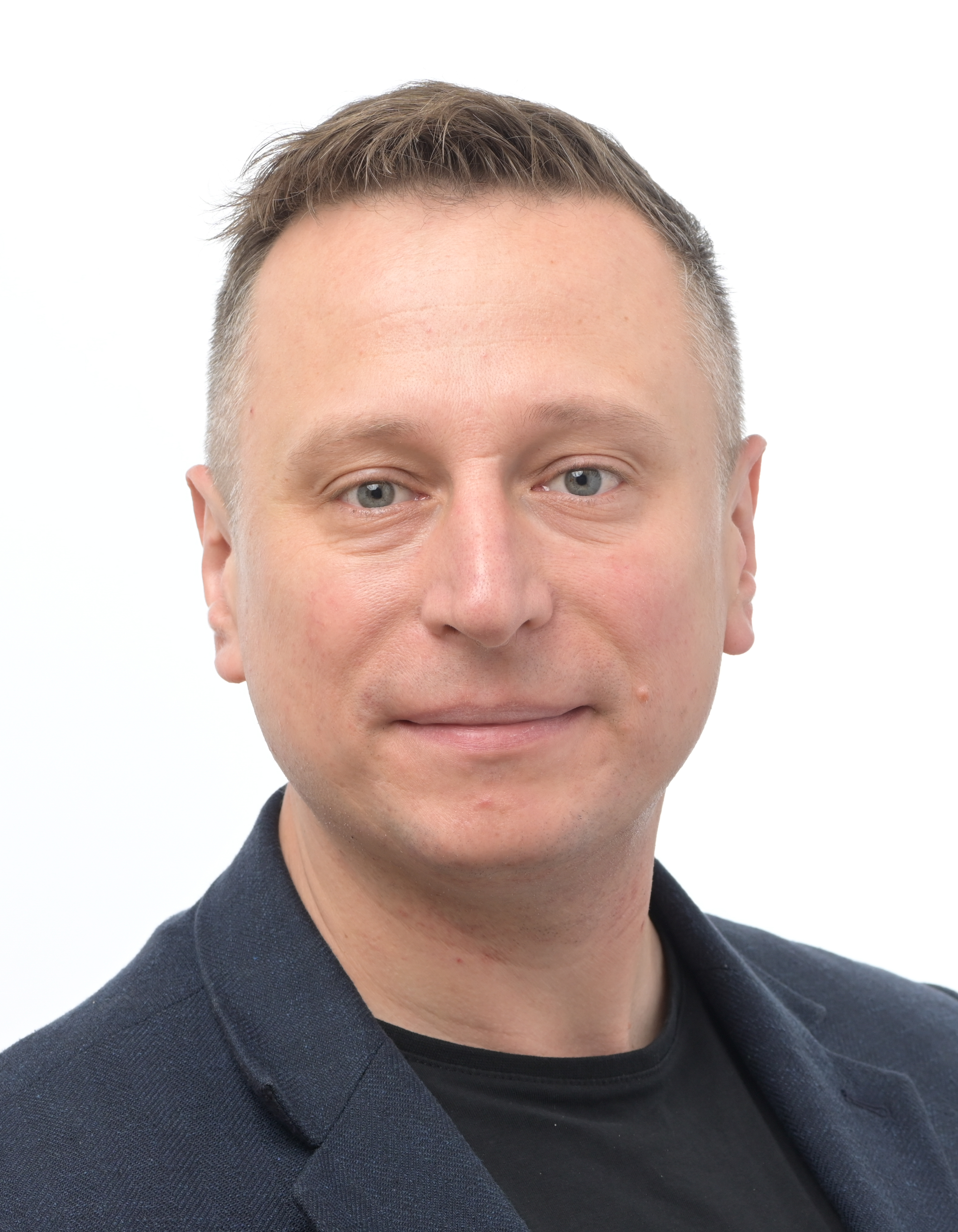
Krzysztof Brejza (2024)

Krzysztof Brejza (* 16. Mai 1983 in Bydgoszcz) ist ein polnischer Politiker und Jurist. Er ist Mitglied der Platforma Obywatelska (PO). Er gehörte von 2007 bis 2019 und von 2023 bis 2024 dem Sejm in dessen VI., VII., VIII. und X. Wahlperiode an. Von 2019 bis 2023 war er Mitglied im Senat der Republik Polen. Seit Januar 2024 gehört er dem Europaparlament an.

## Leben und Beruf
Nach dem Abitur in Inowrocław studierte Brejza, dessen Vater Ryszard über 20 Jahre Stadtpräsident von Inowrocław war und seit 2023 dem Senat der Republik Polen angehört, an der Universität Warschau und erwarb mit der Arbeit „Miasto średniej wielkości i powiat. Problem konsolidacji zarządzania na przykładzie dwóch przypadków“ einen Master-Abschluss in Rechtswissenschaften. 2012 beendete er an derselben Universität ein weiteres Studium im Bereich Internationale Beziehungen mit der Masterarbeit „Problem ochrony środowiska we współpracy międzynarodowej w ramach systemu Narodów Zjednoczonych“. 2014 wurde er an der Uniwersytet Humanistycznospołeczny mit einer Dissertation über die parlamentarische Kontrolle von Geheimdiensten promoviert.
Brejza ist verheiratet und Vater von drei Kindern.

## Politik
Krzysztof Brejza trat 2005 der Platforma Obywatelska (PO) bei. Im selben Jahr rückte er in den Woiwodschaftssejmik der Woiwodschaft Kujawien-Pommern nach, wurde aber bei den Selbstverwaltungswahlen 2006 nicht wiedergewählt. Bei der Parlamentswahl 2007 wurde er für die PO in den Sejm gewählt. 2010 wurde er Sekretär des PO-Woiwodschaftsverbandes Kujawien-Pommern. Bei den Parlamentswahlen 2011 und 2015 wurde er jeweils wiedergewählt. Im November 2015 wurde er in das Schattenkabinett der PO berufen. Bei der Europawahl 2019 kandidierte er erfolglos auf der Liste des Wahlbündnisses Koalicja Europejska. Bei der Parlamentswahl 2019 war er Wahlkampfleiter des Wahlbündnisses Koalicja Obywatelska. Er selbst wurde bei der Wahl in den Senat der Republik Polen gewählt. 2021 wurde durch bekannt, dass das Citizen Lab der University of Toronto festgestellt hat, dass Brejzas Mobiltelefon während seiner Zeit als Wahlkampfleiter vielfach mittels der Spyware Pegasus ausgeforscht wurde. Diese Berichte wurden im Januar 2022 vom Sicherheitslabor von Amnesty International bestätigt.
Bei der Parlamentswahl 2023 kehrte Brejza in den Sejm. Im Januar 2024 rückte er für Radosław Sikorski, der zum neuen polnischen Außenminister ernannt worden war, in das Europaparlament nach und legte sein Sejm-Mandat nieder. Bei der Europawahl 2024 wurde sein Mandat bestätigt. Dort gehört er der Fraktion der Europäischen Volkspartei (Christdemokraten) an. Er ist in der 10. Legislaturperiode (2024–2029) Mitglied im Ausschuss für bürgerliche Freiheiten, Justiz und Inneres sowie stellvertretendes Mitglied im Rechtsausschuss.